# Bistum Chingleput
Das Bistum Chingleput (lateinisch: Dioecesis Chingleputensis) ist eine in Indien gelegene römisch-katholische Diözese mit Sitz in Chengalpattu (Chingleput). Es umfasst das Gebiet der Distrikte Chengalpattu und Kanchipuram im Bundesstaat Tamil Nadu.

## Geschichte
Das Bistum Chingleput wurde am 19. Juli 2002 durch Papst Johannes Paul II. mit der Apostolischen Konstitution Cum ad provehendam aeternam aus Gebietsabtretungen des Erzbistums Madras-Mylapore errichtet und diesem als Suffraganbistum unterstellt. Erster Bischof wurde Anthonisamy Neethinathan.